# 肋瓦娄蜗牛
肋瓦娄蜗牛（学名：Vallonia costata）为瓦娄蜗牛科瓦娄蜗牛属的动物。分布于欧洲、北美、南美以及亚洲东北部地区以及中国大陆的北京、河北、山西、陕西、内蒙古、新疆等地，生活环境为陆地，多栖息于高山峡谷、较干旱的灌木丛草丛中以及石块树叶下。